# Rathaus (Fränkisch-Crumbach)

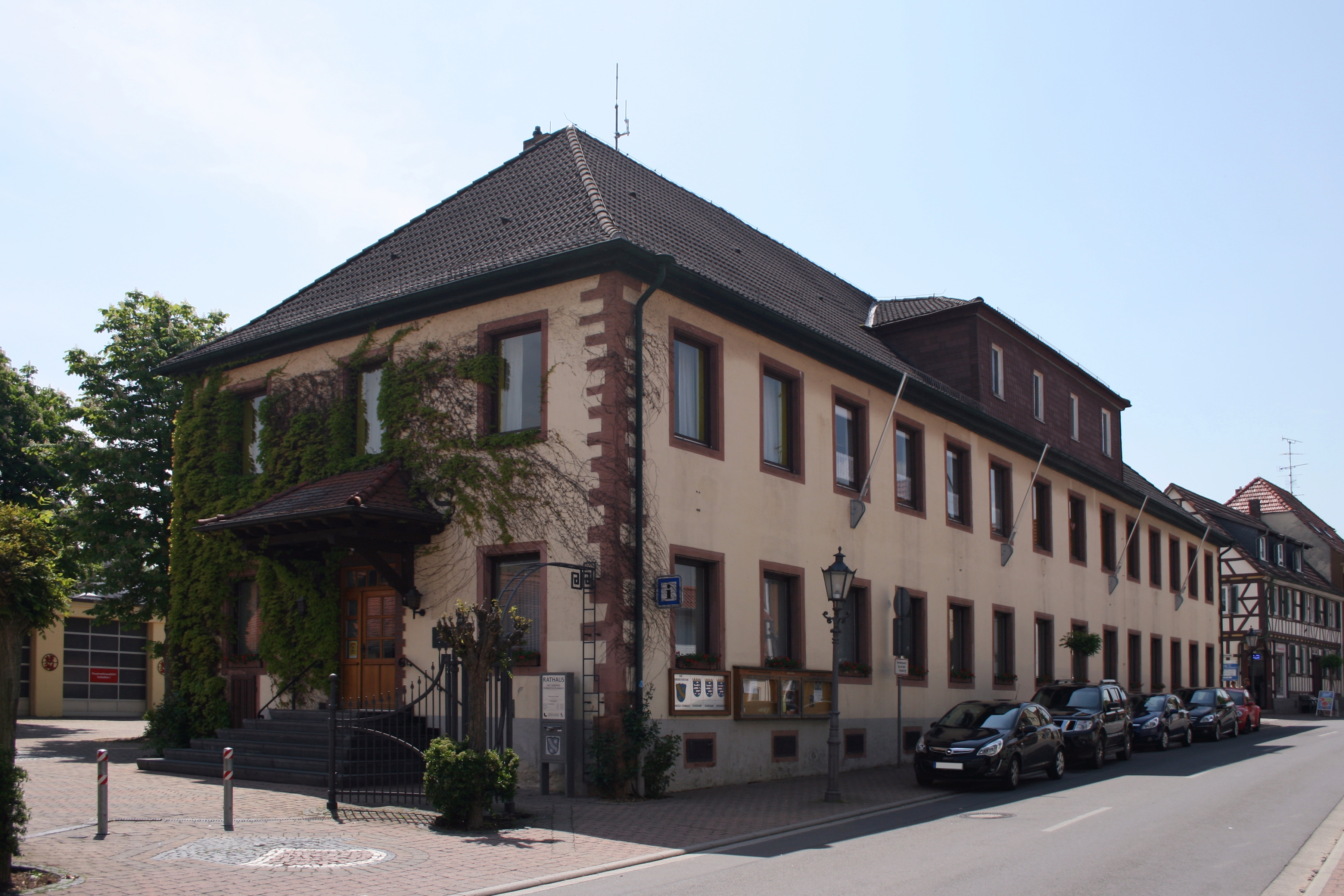
Rathaus (ehemaliges Pretlack’sches Palais) in Fränkisch-Crumbach

Das Rathaus in Fränkisch-Crumbach (auch Ehemaliges Pretlack’sches Palais) ist ein Rathaus in einem früheren Adelssitz im Odenwaldkreis in Hessen.

## Geschichte
Das Gebäude wurde 1719 als Pretlack’sches Palais vom hessen-darmstädtischen General Johann Rudolf Victor von Pretlack erbaut. Zuvor befand sich hier ein Haus der Familien von Haxthausen und Bernstorff. Ein Doppelwappen von einem Portalschlussstein wurde auf der Südseite eingemauert. Weiterhin ließ Pretlack zum Bau Abbruchmaterial von der Burg Rodenstein verwenden.
Um 1802 wurde das Gebäude größtenteils erneuert. Seit 1860 befindet es sich in Gemeindebesitz. Zunächst diente es als Schule, zeitweise auch als Post. Seit 1968 befindet sich darin das Rathaus der Gemeinde Fränkisch-Crumbach.

## Anlage

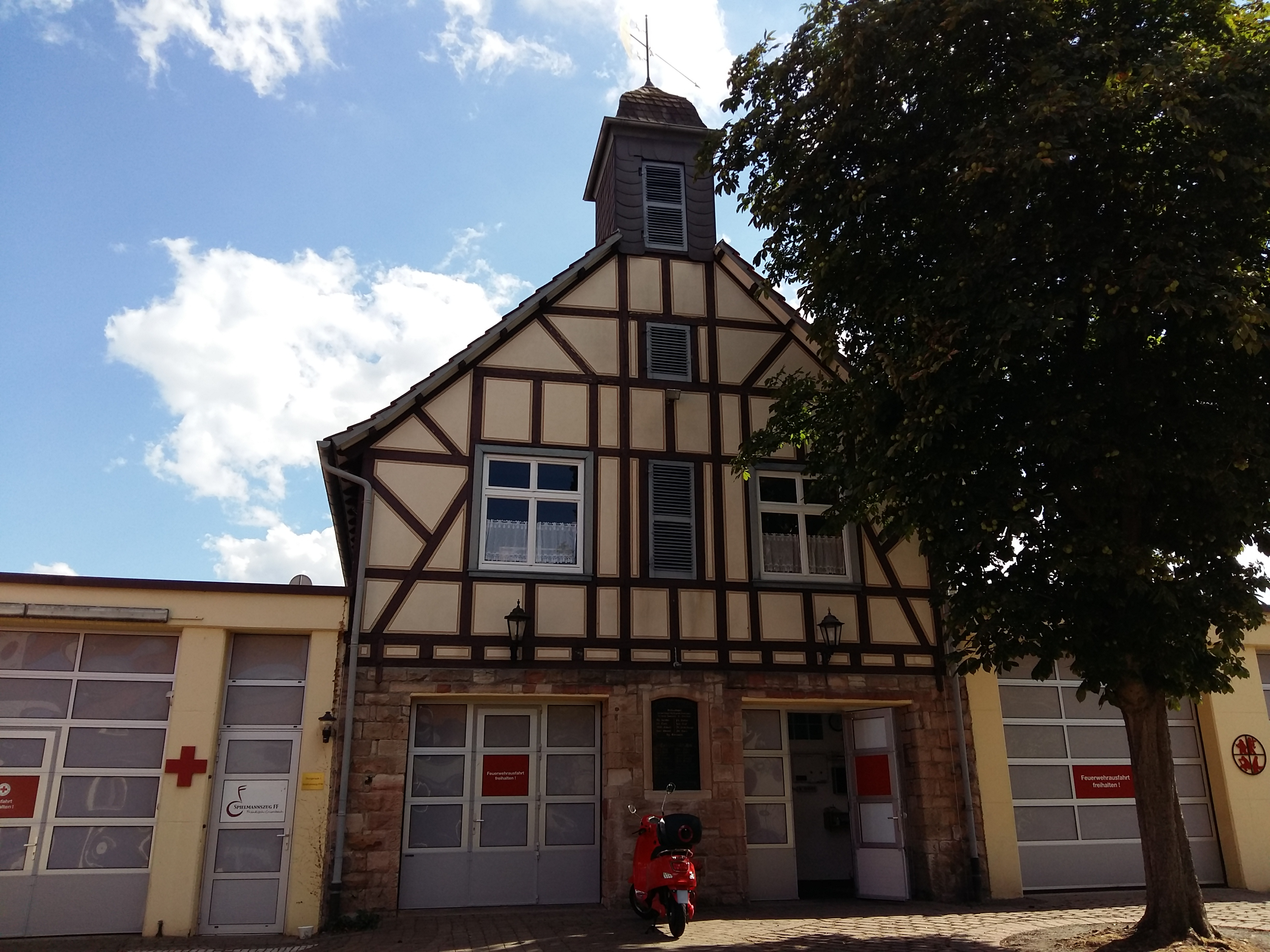
Ehemalige Remise im Hof, heute Feuerwehrhaus

Bei dem ehemaligen Pretlack’schen Palais handelt es sich um einen vierzehnachsigen, langgestreckten Steinbau mit Walmdach. Das Gebäude hat in jüngerer Zeit viel von seiner Ästhetik verloren durch den Einbau von Vollglasfenstern. Ehemals gehörte zum Gebäude ein weitläufiger Park mit See von 22 Morgen Größe. Er wurde im 19. Jahrhundert parzelliert und verkauft, an den Park erinnert noch der Straßenname „Allee“. An die Familie von Pretlack erinnert die benachbarte Pretlackstraße.